# Inge André Olsen
Inge André Olsen (Arendal, 21 gennaio 1978) è un ex calciatore norvegese, di ruolo difensore.

## Carriera

### Club
Olsen iniziò la carriera con la maglia dello Start. Debuttò nella Tippeligaen il 6 giugno 1996, nella sconfitta per 3-0 in casa del Lillestrøm: sostituì Per Christian Osmundsen.
Nel 1998 fu acquistato dallo Stabæk. Alla seconda stagione al club, attirò su di sé l'interesse di diverse formazioni. Quando sembrava fatta per il passaggio al Wimbledon, però, si ruppe tibia e perone in uno scontro con Heiðar Helguson, in un match di campionato contro il Lillestrøm. Rimase in squadra fino al 2007.
Fu infatti ceduto allo Start in quella stagione, con la formula del prestito. Tornato allo Stabæk, passò allo Strømsgodset con il medesimo tipo di trasferimento. Esordì con questa maglia il 30 marzo, nella sconfitta per 1-0 contro il Viking.
Tornò poi allo Stabæk, con cui vinse la Superfinalen 2009, e si ritirò a fine anno.

## Palmarès

### Giocatore

#### Club

##### Competizioni nazionali
- Superfinalen: 1

Stabæk: 2009